# Tomosvaryella vagabunda
Tomosvaryella vagabunda is een vliegensoort uit de familie van de oogkopvliegen (Pipunculidae). De wetenschappelijke naam van de soort werd voor het eerst geldig gepubliceerd in 1915 door Frederick Knab.